# 45 mm-es 1942 mintájú páncéltörő ágyú (M–42)
A 45 mm-es 1942 mintájú páncéltörő ágyú (M–42) (oroszul 45-мм противотанковая пушка образца 1942 года (М-42)) egy szovjet gyártmányú könnyű, fél-automata páncéltörő löveg volt, melyet a második világháború alatt használtak.

## Történet
Az M–42 páncéltörő ágyút a 172-es számú üzemben fejlesztették ki a 45 mm-es 1937 mintájú páncéltörő ágyú (53–K) továbbfejlesztésével. A fegyver hosszabb lövegcsövet, nagyobb lőportöltetű lövedékeket és vastagabb lövegpajzsot (4,5 mm helyett 7 mm) kapott. Ezek mellett további kisebb változtatásokat is eszközöltek az új fegyveren a gyártás felgyorsítása érdekében.
A lövegeket 1942-től a második világháború végéig használták. 1943-ban az új német harckocsik, mint például a Tigris, a Párduc vagy a Panzer IV Ausf H ellen már páncélátütő ereje hatástalan volt, ezért a sorozatgyártásban részben leváltották az 57 mm-es ZiSZ–2 páncéltörő löveggel. Az M–42 gyártásban maradt, mivel igen hatékony volt a könnyebben páncélozott járművek ellen, illetve képes volt kis távolságból átütni a Párduc és a Panzer IV Ausf H oldalpáncélzatát. A repeszlövedékek lehetővé tették a harcot a gyalogság ellen is.
Az M–42 sorozatgyártását az 1945-ös év közepén állították le. A teljes legyártott mennyiség 10 843 darab volt.

## Lőszer
- Lőszertípusok:
  - Páncéltörő
  - Repesz
  - Kartács
  - Füst
- Lövedéksúly:
  - AP: 1,43 kg
  - APCR: 0,85 kg
  - Repesz: 2,14 kg
- Páncélátütő képesség (AP):
  - 500 méteren: 61 mm
  - 1000 méteren: 51 mm

## Fordítás
- Ez a szócikk részben vagy egészben  a(z)   45 mm anti-tank gun M1942 (M-42) című angol Wikipédia-szócikk ezen változatának fordításán alapul.  Az eredeti cikk szerkesztőit annak laptörténete sorolja fel. Ez a jelzés csupán a megfogalmazás eredetét és a szerzői jogokat jelzi, nem szolgál a cikkben szereplő információk forrásmegjelöléseként.